# Thyreophoroidea
Los tireoforoideos (Thyreophoroidea) son un clado de dinosaurios ornitisquios tireofóros que se considera redundante y se prioriza el uso de Thyreophora. Incluiría a Eurypoda y a Scelidosauridae, excluyendo a los tireóforos primitivos.